# Джованні Інверніцці
Джованні Інверніцці (італ. Giovanni Invernizzi, нар. 22 серпня 1963, Комо) — італійський футболіст, що грав на позиції півзахисника за «Реджяну», «Комо» та «Сампдорію». У складі останньої — чемпіон Італії, володар Суперкубка і Кубка Італії, а також  Кубка володарів кубків УЄФА.
По завершенні ігрової кар'єри — тренер. 

## Ігрова кар'єра
Народився 22 серпня 1963 року в місті Комо. Вихованець футбольної школи місцевого однойменного клубу. Дорослу футбольну кар'єру розпочав 1981 року у його основній команді того ж клубу, провівши одну гру у сезоні 1981/82. 
Протягом 1982—1984 років отримував ігрову практику граючи на правах оренди за «Реджяниу на рівні другого і третього італійських дивізіонів.
1984 року повернувся з оренди до «Комо», за головну команду якого провів наступні п'ять сезонів на рівні елітного італійського дивізіону. Спочатку був гравцем ротації, згодом виборов постійне місце в «осноові» команди.
1989 року перейшов до клубу «Сампдорія», за який відіграв наступні висим сезонів, приєднавшись до найвизначнішого періоду в історії цього генуезького клубу.  Граючи у складі «Сампдорії» мав регулярну ігрову практику і виборов за цей час титул чемпіона Італії, а також володаря Суперкубка Італії, Кубка Італії та Кубка володарів кубків УЄФА. Завершив професійну кар'єру футболіста виступами за «Сампдорію» у 1997 році.

## Кар'єра тренера
Завершивши 1997 року ігрову кар'єру, залишився у клубній структурі «Сампдорії» як тренер однієї із юнацьких команд. Згодом у 2003–2005 роках працював із дублерами цього ж клубу, а у 2009–2012 роках тренував нижчоліговий «Больяско».
2015 року повертався на тренерський місток дублерів «Сампдоріяї».

## Статистика виступів

### Статистика клубних виступів
| Сезон                 | Команда               | Чемпіонат             | Чемпіонат | Чемпіонат | Національний кубок | Національний кубок | Національний кубок | Континентальні кубки | Континентальні кубки | Континентальні кубки | Інші змагання | Інші змагання | Інші змагання | Усього | Усього |
| Сезон                 | Команда               | Ліга                  | Ігор      | Голів     | Ліга               | Ігор               | Голів              | Ліга                 | Ігор                 | Голів                | Ліга          | Ігор          | Голів         | Ігор   | Голів  |
| --------------------- | --------------------- | --------------------- | --------- | --------- | ------------------ | ------------------ | ------------------ | -------------------- | -------------------- | -------------------- | ------------- | ------------- | ------------- | ------ | ------ |
| 1981–82               | «Комо»                | A                     | 1         | 0         | КІ                 | 0                  | 0                  | -                    | -                    | -                    | -             | -             | -             | 1      | 0      |
| 1982–83               | «Реджяна»             | B                     | 17        | 0         | КІ                 | 0                  | 0                  | -                    | -                    | -                    | -             | -             | -             | 17     | 0      |
| 1983–84               | «Реджяна»             | C1                    | 30        | 0         | КІ+КІ-C            | 7+2                | 0                  | -                    | -                    | -                    | -             | -             | -             | 39     | 0      |
| Усього за «Реджяна»   | Усього за «Реджяна»   | Усього за «Реджяна»   | 47        | 0         |                    | 9                  | 0                  |                      | -                    | -                    |               | -             | -             | 56     | 0      |
| 1984–85               | «Комо»                | A                     | 12        | 0         | КІ                 | 1                  | 0                  | -                    | -                    | -                    | -             | -             | -             | 13     | 0      |
| 1985–86               | «Комо»                | A                     | 12        | 0         | КІ                 | 10                 | 0                  | -                    | -                    | -                    | -             | -             | -             | 22     | 0      |
| 1986–87               | «Комо»                | A                     | 27        | 0         | КІ                 | 4                  | 0                  | -                    | -                    | -                    | -             | -             | -             | 31     | 0      |
| 1987–88               | «Комо»                | A                     | 25        | 1         | КІ                 | 4                  | 0                  | -                    | -                    | -                    | -             | -             | -             | 29     | 1      |
| 1988–89               | «Комо»                | A                     | 30        | 2         | КІ                 | 3                  | 0                  | -                    | -                    | -                    | -             | -             | -             | 33     | 2      |
| Усього за «Комо»      | Усього за «Комо»      | Усього за «Комо»      | 107       | 3         |                    | 22                 | 0                  |                      | -                    | -                    |               | -             | -             | 129    | 3      |
| 1989–90               | «Сампдорія»           | A                     | 18        | 0         | КІ                 | 2                  | 0                  | КВК                  | 7                    | 0                    | СІ            | 1             | 0             | 28     | 0      |
| 1990–91               | «Сампдорія»           | A                     | 31        | 2         | КІ                 | 9                  | 3                  | КВК                  | 4                    | 0                    | СУ            | 1             | 0             | 45     | 5      |
| 1991–92               | «Сампдорія»           | A                     | 26        | 0         | КІ                 | 5                  | 0                  | КЧ                   | 8                    | 0                    | СІ            | 1             | 0             | 40     | 0      |
| 1992–93               | «Сампдорія»           | A                     | 26        | 1         | КІ                 | 0                  | 0                  | -                    | -                    | -                    | -             | -             | -             | 26     | 1      |
| 1993–94               | «Сампдорія»           | A                     | 14        | 0         | КІ                 | 6                  | 0                  | -                    | -                    | -                    | -             | -             | -             | 20     | 0      |
| 1994–95               | «Сампдорія»           | A                     | 22        | 0         | КІ                 | 2                  | 0                  | КВК                  | 6                    | 0                    | СІ            | 0             | 0             | 30     | 0      |
| 1995–96               | «Сампдорія»           | A                     | 30        | 0         | КІ                 | 1                  | 0                  | -                    | -                    | -                    | -             | -             | -             | 31     | 0      |
| 1996–97               | «Сампдорія»           | A                     | 15        | 0         | КІ                 | 2                  | 0                  | -                    | -                    | -                    | -             | -             | -             | 17     | 0      |
| Усього за «Сампдорію» | Усього за «Сампдорію» | Усього за «Сампдорію» | 182       | 3         |                    | 27                 | 3                  |                      | 25                   | 0                    |               | 3             | 0             | 237    | 6      |
| Усього за кар'єру     | Усього за кар'єру     | Усього за кар'єру     | 336       | 6         |                    | 58                 | 3                  |                      | 25                   | 0                    |               | 3             | 0             | 422    | 9      |

## Титули і досягнення
- Чемпіон Італії (1):

«Сампдорія»: 1990-1991
- Володар Суперкубка Італії з футболу (1):

«Сампдорія»: 1991
- Володар Кубка Італії (1):

«Сампдорія»: 1993-1994
- Володар Кубка Кубків УЄФА (1):

«Сампдорія»: 1989-1990